# Isotype (biologie)
Pour les articles homonymes, voir Isotype.
Cet article concerne les familles de protéines. Pour les pictogrammes, voir Isotype (pictogrammes). Pour le type en systématique, voir Type (biologie).

Du grec « égale, forme », caractéristique retrouvée chez tous les individus d'une même espèce. L'isotype d'une protéine indique la forme spécifique que peut prendre cette protéine au sein d'une même famille.
Cette notion a été développée, par Jacques Oudin en particulier, lors de l'étude des spécificités antigéniques des immunoglobulines. Il s'agit alors d'une caractéristique de classe d'immunoglobulines, IgG, IgM, IgA, IgD, IgE, ou de sous classe, IgG1, IgG2, IgG3, IgG4, IgA1 et IgA2, chacune de ces différentes classes représentant un isotype différent. Par commutation isotypique, un lymphocyte B peut, lors de sa maturation et en fonction de sa localisation, changer la classe d'immunoglobuline qu'il exprime.

## Antiglobuline humaine
Ces caractéristiques spécifiques d'espèces avaient permis à Robin Coombs, Mourant et Race de développer le test à l'antiglobuline. 
Le principe de ce test consiste à immuniser  un animal, un lapin par exemple, par un sérum humain. Ce sérum humain contient des immunoglobulines. Pour l'animal, ces immunoglobulines sont antigéniques, et ce lapin synthétisera des anticorps de lapin anti-"immunoglobulines humaines". Nous avons alors obtenu un sérum de lapin anti-"immunoglobuline-humaine", dit sérum A.G.H. ou antiglobuline humaine.
Ce test a permis, à l'origine par technique d'agglutination, de mettre en évidence la présence d'une immunoglobuline humaine fixée sur un érythrocyte. Depuis, ce test s'est généralisé et permet de mettre en évidence une immunoglobuline humaine dans tout liquide ou fixée spécifiquement sur tout support portant ou ayant fixé l'épitope (érythrocytes, plaquettes, parasites, particules de latex, etc.).
Cette antiglobuline, d'origine animale, se fixe spécifiquement aux épitopes isotypiques des immunoglobulines humaines. Cette antiglobuline peut être marquée afin de déceler sa présence, c'est-à-dire sa fixation spécifique sur les immunoglobulines humaines.
Marquée par un fluorochrome, elle permet par technique d'immunofluorescence la mise en évidence d'anticorps antiparasites, toxoplasme ou plasmodium en particulier.
Marquée par une enzyme, il s'agit alors d'une technique d'immuno-enzymologie qui permet la mise en évidence d'anticorps antivirus, antihépatite, par exemple.
Marquée à l'iode radioactif, elle entre dans le cadre de la radio-immunologie.